# جین آیکه انداگ
جین آیکه انداگ (انگلیسی: Jean Eyeghé Ndong؛ زادهٔ ۱۲ فوریهٔ ۱۹۴۶) سیاستمدار اهل گابن است. وی نخست‌وزیر سابق گابن است.